# Modelista
Un modelista (referido a las maquetas) es aquella persona que fabrica una maqueta a partir de cero, es decir, selecciona los materiales, adquiere los planos y modela cada pieza desde el material en bruto hasta lograr reproducir la pieza que es parte de una maqueta de un modelo a escala.
El modelista necesita más tiempo que un maquetista para lograr el modelo. El modelista por lo general, rehuye el adquirir kits de armado y prefiere construir cada una de sus piezas.
Un ejemplo de modelista, son los modelistas navales, que construyen modelos a escala de navíos de diversas épocas a partir desde la construcción de la quilla hasta completar toda la estructura miniaturizada del modelo perseguido.
El Modelista, desde la antigüedad ha estado asociado a la fundición de todo tipo de piezas, es decir, es un oficio tan antiguo como la fundición de metales. 
Desde el mismo momento en que empezó la fundición se necesitó un modelo original para su reproducción en metal. 
En la era medieval, España, Holanda, Inglaterra y Portugal, los modelistas de oficio asociados a los astilleros, representaban los prototipos de cascos y navíos antes de ser aprobada la construcción de este.
El Modelista es la persona encargada de la construcción del modelo original, no de maquetas (kits) a escala de barcos, aviones, trenes etc. sino de todo tipo de pieza necesaria para el desarrollo industrial.
En la actualidad y debido al avance en las nuevas tecnologías, los modelistas se han adaptado a las exigencias del mercado.
Hoy no solo fabrican modelos para la fundición, sino que trabajan codo a codo con diseñadores, ingenieros, proyectistas, dibujantes técnicos, arquitectos, inventores etc. 
La gama de productos construidos por el modelista se ha ido adaptando con el tiempo al propio desarrollo de la industria: modelos para moldes de termo conformado, modelos para matriceria, industria del calzado,industria de la indumentaria, modelos para la producción de cerámica, (suelas, plantillas intermedias y ortopédicas) prototipos para juguetes, prototipos de botellas de colonia y plástico en general, maquetas de estilo y de volumen, más recientemente el Prototipado rápido también ha entrado a formar parte de los Modelistas. Así como útiles de posicionamiento para cadenas de montaje. Y un sinfín de productos.
- Datos: Q10331372
- Multimedia: Model makers / Q10331372